# Дифузне аксональне ураження
Дифузне аксональне ураження (ДАУ)  – це різновид черепно-мозкової травми (ЧМТ). ДАУ характеризується розривом довгих сполучних волокон (аксонів), що відбувається при зміщенні мозку в середині черепа при ударі. ДАУ зазвичай спричиняє кому, травми різних відділів мозку та смерть. 

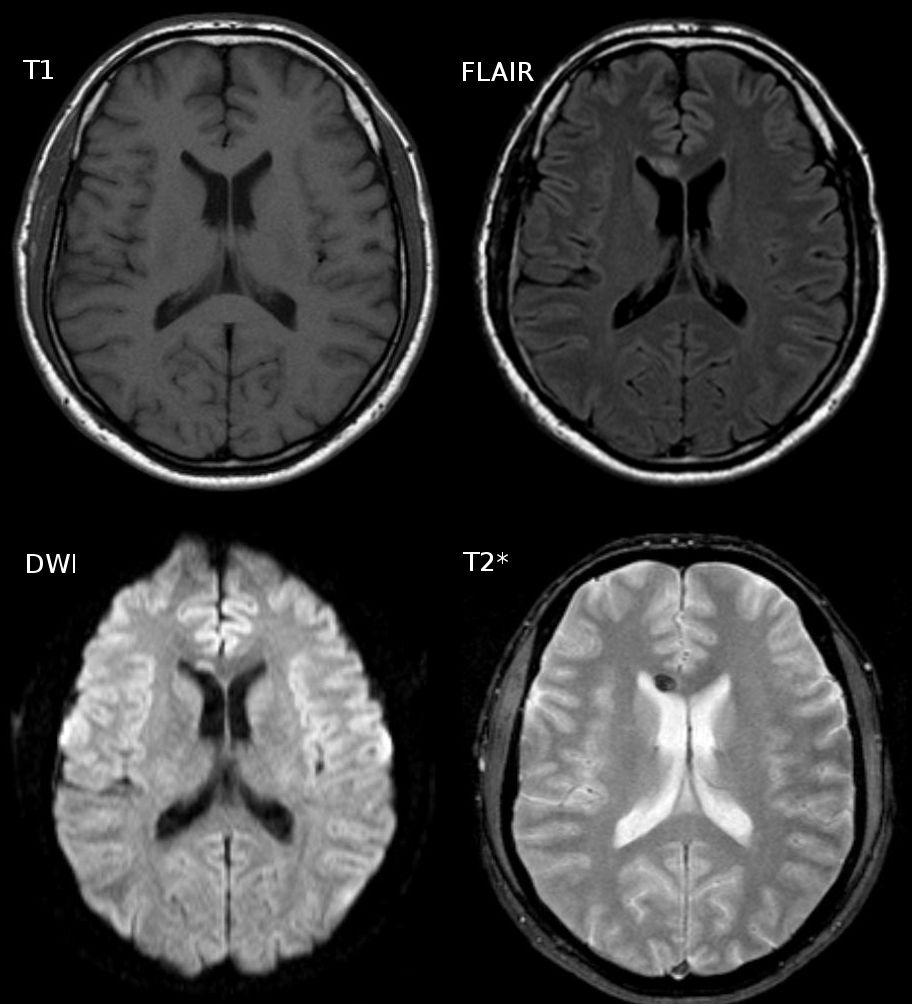
Дифузне аксональне пошкодження після ДТП, МРТ зроблено на 3 день після травми

## Етіологія
Найпоширенішою етіологією дифузного ураження аксонів є ДТП. Найпоширенішим механізмом травми є прикладання значної механічної сили вздовж прямої та різке сповільнення руху голови, що призводить до зміщення мозку з порушенням провідних шляхів головного мозку. При ДАУ, окрім провідних шляхів, уражаються мозолисте тіло і стовбур мозку. Жодного зв’язку з ДАУ і переломами черепа не виявлено. 
Окрім механічного руйнування аксонального цитоскелета,  ДАУ може виникати внаслідок вторинних фізіологічних змін, таких як перерваний аксональний транспорт, прогресуючі набряки та дегенерація. Нещодавні дослідження пов’язують зміни з відкладанням білка тау та попередника амілоїду ((АРР).

## Епідеміологія
Справжня частота ДАУ невідома. Проте, за приблизними оцінками у 10% пацієнтів з ЧМТ, які поступили до лікарні, виявлено ДАУ різних ступенів важкості. Приблизно 25% пацієнтів з виявленим ДАУ помирають. Статистика не точна, оскільки поставити діагноз дифузне аксональне ураження у пацієнтів з епі-, субдуральними гематомами та іншими формами ЧМТ практично неможливо.

## Патофізіологія
Розриви аксонів найчастіше зустрічаються у білій речовині, досягаючи розмірів від 1 до 15 мм. Розриви виявляють в білій речовині стовбура мозку, мозолистого тіла та півкуль головного мозку. 
Найчастіше уражаються лобова та скронева частки, біла речовина в корі головного мозку, верхні ніжки головного мозку, базальні ганглії, таламус. 

### Гістологічна характеристика
ДАУ характеризується розривом аксонів, при якому аксон розривається в місці розтягування, після чого дистальна частина деградує. Колись вважалось, що основною причиною розриву аксону був розрив внаслідок прикладання значної механічної сили, проте тепер стало зрозуміло, що аксони не пошкоджуються внаслідок удару. Причиною розриву і деградацію дистальної частини стає каскад біохімічних реакцій, які запускаються у відповідь на первинне ушкодження, яке виникає внаслідок травми. Тривалість цього процесу залежить від характеру і сили травми та може тривати від кількох годин до декількох днів. 
Самі процеси біохімічних реакцій до кінця не вивчені, але визначено, що розтягнення аксонів під час травми сприяє фізичному порушенню та протеолітичній деградації цитоскелету. Внаслідок чого відкриваються натрієві канали в аксонемі, що спричиняє відкриття кальцієвих каналів і надходження Ca2+  в клітину. Концентрація кальцію зростає і запускає декілька процесів, включаючи активацію фосфоліпази та протеолітичних ферментів, пошкоджуючи мітохондрії і активуючи вторинні месенджери, що призводить до відриву аксону і загибелі клітини.  

### Порушення цитоскелету
Аксони – еластичні, але при швидкому розтягуванні стають крихкими і аксональний цитоскелет може порушуватись. Зміщення елементів цитоскелету після травми може призвести до розриву аксона і загибелі нейрона. Аксональний транспорт не порушується, але внаслідок порушення цілісності здійснюється лише до точки розриву, але не далі, що призводить до накопичення транспортних продуктів і утворення локального набряку. Коли локальний набряк збільшується він стає схожим на цибулину, яку називаються ретракційною кулькою. Ретракційна кулька є основною ознакою дифузної аксональної травми. 
Надалі відбувається Валлерівська деградація, при якій дистальна частина аксона деградує протягом одного-двох днів після травми. Аксонема розпадається, мієлін розшаровується і відокремлюється від клітини в антероградному напрямку. Утилізація залишків аксона відбувається завдяки фагоцитарній активності сусідніх клітин.  

### Накопичення кальцію
Окрім порушення цілісності цитоскелету часто відбувається пошкодження аксонеми, що спричиняє надходження Ca2+ в клітину та запускає каскад реакцій. Підвищення рівнів Ca2+ і Na+ і зниження рівня K+ спостерігається безпосередньо після травми. Катіони Ca2+  надходять до клітини різними способами – за допомогою натрієвих каналів, через збій АТФ-залежних  механізмів, їх механічне блокування, або брак енергії,  через пори, які утворились внаслідок розтягування. Високий внутрішньоклітинний рівень Ca2+ є основною причиною пошкодження клітин після травми. Відбувається пошкодження мітохондрій,  активуються протеолітичні ферменти та фосфоліпаза, які ушкоджують натрієві канали, що призводить до деградації і змін в цитоскелеті та аксоплазмі. Надлишок Ca2+ може призводити до набряку мозку, через порушення функції гематоенцефалічного бар'єра. 
Одним із білків, які активуються при наявності кальцію в клітині є кальпаїн, це Ca2+ - залежна нелізосомна протеаза. Через 15-30 хв після травми починається процес, який називають спектри новим протеолізом, опосередкованим кальпаїном. Кальпаїн розщеплює молекули спектрину, які утримують мембрану на цитоскелеті, викликаючи утворення бульбашок і руйнування цитоскелету та мембрани і в кінцевому підсумку призводять до загибелі клітини. 
Зазвичай через 1-6 годин після травми, присутність кальцію в клітині ініціює каспазний каскад. Це процес пошкодження клітини, який призводить до апоптозу. 
Мітохондрії, дендрити та частина цитоскелету мають здатність до загоєння та регенерації, цей процес відбувається протягом 2 або більше тижнів. Після травми астроцити зменшуються, що призводить до атрофії часини мозку. 

## Клінічна картина
Для клінічної картини ДАУ характерний тривалий коматозний стан, що настає безпосередньо після травми, без світлого проміжку. Виявляють симетричні або асиметричні симптоми децеребрації чи декортикації, часто асиметрію м’язового тонусу - від дифузної м’язової гіпотонії до гормеотонії, грубі стовбурові симптоми, менінгеальний синдром. Практично завжди спостерігають значні порушення життєво важливих функцій, виражені розлади вегетативної регуляції. 
Кома найчастіше трансформується у транзиторний або стійкий вегетативний стан. 
Запідозрити наявність у хворого ДАУ дозволяють дані щодо особливостей отримання ним ЧМТ. Окрім того, коматозний стан потерпілого, що настав відразу після ЧМТ, наявність виражених порушень стовбурових функцій, генералізовані тонічні реакції, симптоматика симетричної або асиметричної децеребрації (декортикації) дає підстави припускати саме ДАУ.

## Діагностика
Остаточний діагноз дифузного аксонального ураження можна поставити дише посмертно за допомогою патологоанатомічного дослідження тканини головного мозку.
У клінічній практиці діагноз встановлюється на основі клінічної картини та рентгенологічного обстеження. 
Розуміння механізму виникнення травми полегшує діагносту, тому слід запідозрити ДАУ у пацієнтів з ЧМТ при травмі виду прискорення-гальмування. Як правило, ДАУ діагностується після ЧМТ у пацієнтів з оцінкою за шкалою ком Глазго менше 8 балів та після 6 годин від моменту отримання травми. 
На КТ-грамах головного мозку при ДАУ виявляють збільшення об’єму мозку внаслідок його набряку-набухання, гіперемії, із зменшенням об’єму шлуночків та субарахноїдального простору у конвекситальних ділянках. Часто виявляють дрібні множинні вогнища (геморагії) у білій речовині півкуль мозку, мозолистому тілі, а також у стовбурових відділах. 
Подібну картину спостерігають на МРТграмах. Частою знахідкою МРТ-обстежень при ДАУ є дрібновогнищеві крововиливи в глибинних відділах головного мозку, розташовані зазвичай субепендимарно. З часом інтенсивність зображення цих вогнищ знижується.
Також існують дослідження, які визначають молекулярні маркери у сироватці крові пацієнта з ЧМТ, які допомагають у діагностиці ДАУ.

## Лікування
Специфічного лікування не існує. 
Лікування у пацієнтів з ДАУ спрямоване запобігати вторинним ушкодженням та полегшення реабілітації .
Для зменшення набряку головного мозку застосовують осмотичні діуретики (маніт) часто в поєднанні з петльовими діуретиками (фуросемід) для запобігання виникнення синдром рикошету. Можливе застосовання комбінації гіпертонічних розчинів ( натрій хлорид 10%) та діуретиків.  У важких випадках можуть застосовувати стероїди та шунтування. 
Для зменшення гіпоксії використовують антигіпоксанти: цитохром C, рибоксин. Для уповільнення метаболічних процесів і попередження судомних нападів можна застосовувати тіопентал натрію та оксибутирт натрію.
У перші сім днів радять застосовувати протисудомну терапію (карбамазепін) для запобігання виникненню ранніх посттравматичних судомних нападів. 
Експериментальний метод лікування включає застосування прогестерону. Дослідження показали, що прогестерон знижує кількість ускладнень та летальних випадків при ДАУ. Проте, даний вид лікування застосовують не усім. 
Хірургічного лікування дифузного аксонального ураження не існує. Операції, які можуть проводитись спрямовані на зменшення внутрішньочерепного тиску, а також відновлення адекватного кровопостачання.

## Прогноз
Подальший стан хворого залежить від ступеня ураження. У хворих з легким ступенем важкості можливе повне одужання. Якщо говорити про пацієнтів з середнім або важким ступенем ураження, то прогноз не сприятливий. Багато людей не виживають після важких ЧМТ з дифузним аксональним ураженням. 
Люди, які вижили можуть тривалий час перебувати в комі, ніколи не приходячи до свідомості. Якщо свідомість відновлюється, то залишається стійке порушення когнітивних функцій. Для покращення стану хворого застосовують фізіотерапію, рекреаційну терапію.